# 小周后
小周后（しょうしゅうごう、950年 - 978年）は、南唐の李煜の2番目の后。司徒周宗の次女。実名は不詳。姉の大周后（周娥皇）と区別するため小周后と呼んでいる。

## 生涯
姉とともに国中で一番の美人姉妹として有名だった。
乾徳3年（965年）宮中に入って病気の姉を看護した頃に李煜に見初められ、寵愛を受けた。両者の逢瀬の様子は李煜自身の作った歌『菩薩蛮・花明月暗籠軽霧』に記載されている。大周后没後の乾徳5年（967年）、国后として迎え入れられる。李煜の小周后に対する寵愛は甚だしく、往時の大周后を超えた。
開宝8年12月（976年1月）、南唐は宋軍の攻撃を受けて、首都金陵が陥落した。李煜に従って北方に連行されることになり、鄭国夫人となった。絶世の美女として知られた小周后は外命婦として宮中に参内した際に、いつも宋の太宗に凌辱を受けた。また太宗が画家に命じて小周后と交接の場面を模写していた。そのため宮中から出る際は常に大声で泣いて李煜を罵倒した。太平興国3年（978年）李煜が暗殺された。間もなく小周后は失意のうちに病没した。